# Watford City
Watford City är administrativ huvudort i McKenzie County i North Dakota. Orten har fått sitt namn efter Watford, Ontario. Enligt 2020 års folkräkning hade Watford City 6 207 invånare.